# Dmitrij Lebiediew
Dmitrij Antonowicz Lebiediew (ros. Дмитрий Антонович Лебедев, ur. 1883, zm. 1921 lub 1928) – rosyjski wojskowy, generał w białej Armii Rosyjskiej dowodzonej przez adm. Aleksandra Kołczaka.

## Życiorys
Ukończył Syberyjski Korpus Kadetów w 1900 r., a następnie Michajłowską Szkołę Artylerii (1903) i Mikołajowską Akademię Sztabu Generalnego (1911). Walczył w wojnie rosyjsko-japońskiej, następnie brał udział w I wojnie światowej, służąc w sztabie armii rosyjskiej. W 1917 r. otrzymał awans na stopień pułkownika. Uczestniczył w wystąpieniu gen. Ławra Korniłowa przeciwko Rządowi Tymczasowemu.
W grudniu 1917 r. przyłączył się do tworzonej przez generałów Korniłowa oraz Michaiła Aleksiejewa Armii Ochotniczej, stawiającej sobie za cel walkę z bolszewickim rządem. Gen. Korniłow skierował go jako swojego przedstawiciela na Syberię. Według innego źródła został usunięty z Armii Ochotniczej i dołączył do sił kontrrewolucyjnych powstających na Syberii na własną rękę, co według Jonathana Smele jest bardziej prawdopodobne. Był z przekonania monarchistą, opowiadał się za tym, by ruch białych po obaleniu bolszewików odzyskał terytoria utracone przez Rosję w 1918 r.: ziemie polskie, Ukrainę, Finlandię i państwa bałtyckie, a następnie podjął próbę zdobycia Konstantynopola.
Brał udział w przewrocie, po którym Aleksandr Kołczak stanął na czele antybolszewickiego tzw. Rządu Omskiego. W grudniu 1918 r. adm. Kołczak mianował go szefem sztabu białej Armii Rosyjskiej i krótko potem awansował na stopień generała majora. Lebiediew, mimo młodego wieku i niewielkiego doświadczenia, stał się jednym z najbliższych zaufanych ludzi Kołczaka i w pierwszej połowie 1919 r. faktycznie sam decydował o działaniach jego wojsk. Niekiedy nie informował nawet Kołczaka o faktycznej sytuacji na froncie, ponadto wtrącał się do spraw, które leżały w gestii cywilnego rządu białych. 
Wiosną 1919 r. opowiadał się za jak najszybszą ofensywą białych z Uralu i Syberii w kierunku zachodnim, twierdząc, że bez wysiłku pokonają oni źle wyszkoloną Armię Czerwoną (chociaż siły Kołczaka również miały poważne problemy z zaopatrzeniem, uzbrojeniem i  szkoleniem żołnierzy). Był jednym z autorów planu wiosennej ofensywy wojsk Kołczaka, rozpoczętej w marcu 1919 r. Jego stanowisko przesądziło o tym, by skoncentrować główną część wojsk na północnym kierunku natarcia i nie dążyć do połączenia sił z Siłami Zbrojnymi Południa Rosji. 2 czerwca 1919 r. objął stanowisko ministra wojny w rządzie Kołczaka, zachowując dotychczasowe stanowisko w jego armii. Tymczasem ofensywa wiosenna zakończyła się klęską białych: w końcu kwietnia i w pierwszej połowie maja 1919 r. czerwoni przeszli do generalnej kontrofensywy.
Po klęskach, jakie ponieśli biali w czerwcu 1919 r. (kolejno utrata Głazowa, Sarapułu, Iżewska oraz Ufy), pod wpływem sugestii gen. Radoli Gajdy oraz gen. Michaiła Diterichsa Kołczak dokonał zmian w strukturze dowodzenia Armii Rosyjskiej, w rezultacie których Lebiediew, zachowując dotychczasowe stanowiska, w istocie zachował kontrolę już tylko nad stosunkowo mało znaczącą Południową Grupą Wojsk. Lebiediew szybko jednak odzyskał dawne zaufanie Kołczaka i już w lipcu 1919 r. ponownie miał decydujący wpływ na dalsze plany jego sił. 
Po utracie Jekaterynburga w połowie lipca 1919 r. Lebiediew wspólnie z równie mało doświadczonym gen. Konstantinem Sacharowem przeforsował plan natychmiastowego przejścia do kontrofensywy, siłami białej Armii Zachodniej. W jego ocenie przejście do obrony po serii klęsk doprowadziłoby tylko do ostatecznego upadku i tak niskiego morale wojsk Kołczaka. Lebiediew opracował plan wycofania się z Czelabińska, a następnie wciągnięcia czerwonej 5 Armii w pułapkę i rozbicia jej, co pozwoliłoby w jego przekonaniu podjąć kolejny atak na lewy brzeg Wołgi, odzyskać rolnicze regiony Ufy i Samary, a w dalszej perspektywie połączyć siły z Kozakami w ataku na Carycyn i odciąć siły bolszewickie broniące się w Astrachaniu. Bitwa pod Czelabińskiem zakończyła się jednak klęską białych, co zmusiło ich do odwrotu w głąb Syberii. Lebiediew stracił po tych wydarzeniach dotychczasowe wpływy i stanowiska. 
W sierpniu 1919 r. został dowódcą Stepowej Grupy Wojsk Armii Rosyjskiej, następnie od listopada do grudnia 1919 r. - utworzonej na jej bazie Uralskiej Grupy Wojsk. Jego oddziały dołączyły do kolumny gen. Riedki podczas odwrotu białych z Irkucka - Wielkiego Syberyjskiego Marszu Lodowego. Po dotarciu w marcu 1920 r. do Czyty Lebiediew wszedł do sztabu Armii Dalekowschodniej gen. Siemionowa, z którą wycofywał się następnie do Władywostoku. Stamtąd przedostał się do Chin i zmarł w 1928 r. na emigracji w Szanghaju. Według innego źródła zginął jeszcze w 1921 r. na rosyjskim Dalekim Wschodzie, w niejasnych okolicznościach.  
Niekompetencja Lebiediewa, nieprzygotowanego do objęcia stanowiska szefa sztabu całej armii i brak realizmu tworzonych przez niego planów wymieniane są wśród głównych przyczyn klęski białych na Syberii. 